# The Rise of the Khilafah and the Return of the Gold Dinar
The Rise of the Khilafah and the Return of the Gold Dinar — документальний фільм Ісламської держави (ІД) англійською мовою з пропагандистською спрямованістю. Вийшов 29 серпня 2015, знятий студією медіацентру Al-Hayat, тривалість 55 хвилин, субтитри арабською мовою. Фільм присвячений критиці капіталізму та світової фінансової системи, в ньому анонсується випуск власної валюти ІД — золотого динара та срібного дирхама.
У фільмі йдеться про те, що США встановили контроль над світовою економікою; на думку авторів, американська «капіталістична система поневолення» в особі Федеральної резервної системи (ФРС США) випускає нічим не забезпечені папірці під назвою «долари». Тим самим, вважають автори, ФРС США намагається «замінити золото і срібло, які створив Аллах у тому, щоб вони були мірилом торгового обміну, оплати товарів та послуг». Стверджується, що ФРС є приватною компанією, яка примусом та обманом нав'язує людям свої папірці; диктор каже, що це «символ несправедливості та тиранії», що капіталізм із виплатою відсотків — це «сатанинська система».
Диктор проголошує, що «Аллах благословив Халіфат і дав йому здатність скинути кайдани ФРС і відновити золотий динар та срібний дирхам». У фільмі представлені викарбувані монети ІД та сцена, де представник ІД показує монети цивільним особам та бійцям на вулицях Раккі. Він пояснює, що нова валюта «повертає владу грошей» до людей. Один із вуличних продавців обіймає представника ІД, вигукуючи: «Ми є свідками повернення днів, подібних до тих, що були за часів Пророка». Фільм завершується відеокліпом з новим нашидом ІД — For the sake of Allah.
З технічного боку фільм знято високому рівні.